# Anastomus
Anastomus é um género de Aves da família Ciconiidae. As espécies neste género são normalmente conhecidas como bicos-abertos.

## Espécies
Existem duas espécies no género Anastomus:
- Bico-aberto Africano (Anastomus lamelligerus)
- Bico-aberto Asiático (Anastomus oscitans)